# Partage de fichiers en pair-à-pair
 (avril 2025).
Un partage de fichiers en pair-à-pair (en anglais peer-to-peer - P2P) est un réseau informatique logiciel, destiné à partager des fichiers entre plusieurs ordinateurs interconnectés par Internet, chaque internaute pouvant être serveur et client d’un autre internaute. Ils forment ainsi des « pairs ». L'avantage technique essentiel du système par rapport à un chargement centralisé est le suivant : plus un contenu a de demandeurs sur un serveur central, plus celui-ci est encombré. Au contraire, plus il en a sur un réseau pair-à-pair, plus grande est la vitesse du téléchargement depuis toutes ces sources partielles combinées. Cette technologie se nomme transfert de fichier segmenté, elle est surnommée en anglais : swarming downloads (téléchargement par essaim).
Comme exemple d'utilisation, le pair-à-pair permet aux nouvelles distributions Linux d'être livrées plus facilement en fichier image disque DVD-ROM et non plus seulement en disquette, comme à ses débuts ou CD-ROM (dont le poids des fichiers était au minimum cinq fois plus faible), durant des délais raisonnables et si besoin en plusieurs fois de façon automatique. Si certains réseaux sont ouverts à tout internaute utilisant un logiciel spécifique et pour tout type de contenu, d'autres sont thématiques, plus restrictifs et réglementés.

## Histoire

### Apparition du World Wide Web
À ses débuts, Internet permet l'échange de données mais cet usage est privé. L'échange de fichiers protégés par droit d'auteur est possible entre universités ou entreprises, mais insignifiant du fait des coûts de transmission trop élevés (Liaison spécialisée, Transfix, Transpac, Numéris), des médias trop volumineux et de leur faible variété. Même récupérés, ils sont inexploitables car non transportables pour une utilisation privée. Toutefois, il existait déjà des échanges de disques et d'information sur support matériel.
L’apparition du World Wide Web en 1989 avec ses pages HTML consultables par chacun dès 1991 ouvre la voie du téléchargement public de fichiers. En parallèle, la banalisation de l'Internet dans les foyers (au départ aux États-Unis puis en Europe) et des ordinateurs personnels multimédias (CD-ROM, carte son, vidéo) couplé à une augmentation des débits possibles sur modem RTC (14 kbit/s puis augmentation jusqu'à 56 kbit/s) offre dès 1994 un contexte technologique favorable à l’émergence du téléchargement de médias sur Internet. Des serveurs FTP publics sont utilisés pour partager des médias mais leur utilisation est réservée aux connaisseurs, trouver un média précis reste laborieux. Par ailleurs, les sites web proposant des fichiers et partage de produits culturels sans accord des ayants droit sont rapidement fermés.

### Débuts
L’augmentation des débits, la baisse des prix continue des offres des fournisseurs d’accès, des ordinateurs et des périphériques (multimédia, gravure, capacité de stockage en hausse) sont les facteurs technologiques et commerciaux qui permettent l’émergence en juin 1999 du premier logiciel utilisé à grande échelle, Napster. S'il est au départ créé dans une autre optique (son créateur, Shawn Fanning, un jeune étudiant américain de 18 ans, souhaitait pouvoir facilement échanger de la musique avec ses amis), il devient rapidement dédié au téléchargement de médias au format MP3 sur Internet en s'appuyant sur un moteur de recherche centralisé permettant le téléchargement de fichiers sans passer par ce serveur. Dès la première semaine, 15 000 personnes téléchargent le logiciel, puis 23 millions en juillet 2000.
La facilité d'utilisation de Napster (téléchargement, envoi, recherche de titres) et le fait qu'il ne soit pas réservé à des spécialistes lui assurent un succès rapide. L’augmentation fulgurante du nombre d'utilisateurs provoque une augmentation aussi considérable du nombre de chansons disponibles. Dès lors, le téléchargement illégal fait partie intégrante du phénomène Internet et les logiciels pair-à-pair deviennent les nouvelles applications à la mode. Toutefois, la « disponibilité temporelle » est encore faible, l'abonnement illimité n'ayant pas encore été créé, beaucoup d'utilisateurs paient encore leur connexion Internet à la minute, ils ne laissent donc pas leur ordinateur personnel connecté en permanence, et ferment Napster dès qu'ils surfent (le débit est encore trop faible pour permettre d'utiliser les deux applications simultanément). Le comportement des utilisateurs est donc défini par des facteurs technologiques et financiers. Si à ce moment-là, techniquement le téléchargement de médias est performant dans les entreprises et universités, ce sont les foyers qui en sont les consommateurs et acteurs. Il y a décalage entre la technique et l'utilisation.
À cette époque, on assiste à l'émergence d’un comportement nouveau des internautes, qui va une fois de plus renforcer le téléchargement : le commerce illégal de CD gravés (les graveurs sont disponibles, mais les médias vierges et graveurs demeurent chers) qui par l’attrait du gain de la vente suscite un engouement pour la pratique et pousse de plus en plus d’utilisateurs à utiliser Napster et à s'équiper.
Déjà sous le coup d'attaques des majors et de divers artistes (Metallica et Dr. Dre entre autres), Napster est condamné à ne plus permettre l'échange de fichiers protégés par des droits à travers leurs serveurs. Pour des raisons juridiques, Napster est définitivement fermé en 2002.

### Dissémination des serveurs

#### Kazaa
Dès 2001, tandis que les premières pressions juridiques pèsent sur Napster, les utilisateurs méfiants se replient sur KaZaa, un réseau de la société Sharman Networks, reposant sur une architecture pair-à-pair décentralisée (les internautes sont reliés directement entre eux et non plus par l'intermédiaire de serveurs centralisés), ils sont donc plus à l’abri de la justice, le créateur se déchargeant des activités des utilisateurs. Il sera téléchargé à plus de 342 millions d'exemplaires, un véritable record de nombre de téléchargements pour un programme à l’époque. Lui aussi sera confronté à la justice, mais il pourra toutefois continuer son activité car seul le comportement fautif des utilisateurs est condamnable, et KaZaa n'en est pas responsable. Morpheus et Grokster, deux logiciels similaires, sont également jugés de la sorte (la société éditrice de ce dernier a toutefois été fermée par décision de justice américaine).
KaZaa, en comblant les lacunes techniques et la faiblesse juridique de Napster, s’assure un succès et une popularité tout aussi importants en séduisant les utilisateurs de ce dernier. La possibilité nouvelle de reprendre un téléchargement interrompu et le fait de pouvoir télécharger à partir de plusieurs sources un même fichier afin d'augmenter la vitesse (toujours couplée à une augmentation des débits – débuts du câble en France...) permettent de pallier les inconvénients de la disponibilité temporelle. KaZaA connaît une expansion importante lors de la sortie à moindre coût de forfaits illimités (World Online, OneTel puis première offre AOL illimitée en France en 2002, aux États-Unis dès 1999). Ce facteur commercial provoque l’émergence de nouveaux comportements sur les réseaux pair-à-pair, les internautes laissant KaZaa fonctionner pendant qu’ils font autre chose (surfer par exemple), puis laissant dans un second temps leur ordinateur personnel connecté en permanence. On assiste donc à une augmentation de la disponibilité temporelle mais aussi quantitative des médias (ce qui allie la facilité d’utilisation de Napster et la diversité des médias propre jusqu'ici aux FTP). En parallèle, le débit des connexions Internet augmente, par le câble puis grâce à l'ADSL (la technologie est disponible dès 2000, les offres publiques sont en place l'année suivante).

#### eMule
Dans un temps complémentaire, en 2003 la famille eDonkey2000 (et ses évolutions : eMule, Overnet) surpasse KaZaa et prend le relais dans les habitudes des utilisateurs. Grâce à l’expérience du pair-à-pair, les programmeurs qui utilisent ces systèmes développent la technique du fractionnement des fichiers (à peine un téléchargement débuté, la partie récupérée est déjà disponible à l’envoi). Parallèlement à ces logiciels, une multitude d'autres permettent l'accès aux mêmes réseaux (Kazaa Lite, BearShare, WinMX, LimeWire, Shareaza). Dans la lignée de Napster, ces logiciels offrent aux internautes des interfaces simples et utilisables par tous.
Du fait de la vitesse, de l’avancée technique et de l’étendue mondiale d'Internet, les œuvres sont disponibles dès leur sortie, voire avant la sortie officielle au cinéma, en Europe par exemple. La taille des fichiers disponibles augmente (750, 800 Mo) avec la réduction des risques d’échec de téléchargements, mise en place par divers mécanismes de contrôles d'intégrité (hash) et de récupération de fragments corrompus. On assiste[style à revoir] alors à un changement des mentalités de certains utilisateurs : si autrefois ils étaient plutôt consommateurs, ils se sentent de plus en plus acteurs et ont vocation à alimenter le réseau, à y être reconnus. Ils signent les fichiers mis à disposition avec leurs pseudonymes, et se regroupent en équipes (teams). Ces signatures deviennent un gage de qualité des fichiers pour les utilisateurs, les équipes y gagnent alors en prestige. Certains achètent des médias originaux pour avoir le bénéfice de les mettre en premier à disposition sur le réseau après en avoir retiré les éventuelles protections (cracking ou craquage des logiciels).
L'augmentation des débits ADSL (128k au départ, 2048 kbit/s puis 5 à 8 Mbit/s) ainsi que le fractionnement des fichiers a renforcé la concurrence entre utilisateurs du réseau pour récupérer un même fichier. Des manipulations afin de maximiser le ratio réception/envoi deviennent plus fréquentes : modifications sur Napster ou blocage des ports d’envoi pour tromper KaZaA ou eMule. De plus, l’augmentation des téléchargements massifs (plusieurs dizaines de disques complets à la fois) aboutit à généraliser le comportement de connexion 24 h/24 à Internet.
L'équipement en graveurs et ADSL augmentant (tout nouvel ordinateur personnel acheté en est équipé), et le prix des supports de données chutant, la disparition du commerce de disques gravés entre particuliers est pratiquement totale. Laisser son ordinateur personnel allumé 24h/24 n’est même plus utile. C'est donc avec de meilleurs moyens, un plus grand choix de médias, et une rapidité de téléchargement accrue que les internautes échangent des fichiers protégés par droit d'auteur.
Les syndicats regroupant les majors musicaux et les majors du cinéma (RIAA et MPAA) devenus impuissants s’attaquent alors directement aux internautes. En premier lieu, ce sont ceux qui font un commerce de médias récupérés au moyen de logiciels de pair-à-pair qui sont visés. Aujourd'hui, même de simples internautes « téléchargeurs » sont pris pour cible et sont censés servir d'exemples afin de décourager cette pratique (plus de 700 plaintes ont été déposées à travers six pays européens et 5 700 lancées aux États-Unis depuis mi-2003). Conséquence directe dans les foyers, certaines sources affirment que les chiffres du téléchargement illégal auraient baissé en peu de temps : baisse de 200 millions de fichiers musicaux disponibles entre 2003 et 2004.
Dans le cas de la France, cette course au « très haut débit » est permise par une conjoncture de facteurs commerciaux, techniques et politiques : le dégroupage. Le 21 février 2006, à 10h, le serveur Razorback2, un indexeur de contenu du système ed2k a été saisi par la police fédérale belge.

#### BitTorrent
Malgré tout, la relève est déjà prête pour les classiques comme Kazaa, et même pour les récents clones de eDonkey2000. La génération de GrabIt et BitTorrent fait baisser depuis peu la fréquentation de leurs concurrents. On voit[style à revoir] aussi l'apparition de systèmes pair-à-pair comme ANts qui fonctionnent sur un mode anonyme. Concrètement, les données voyagent d'utilisateur à utilisateur de façon totalement chiffrée.
Ce constat est renforcé par la dernière génération de logiciels représentée par BitTorent, Overnet et GrabIt (que certaines sources créditent pour 35 % du trafic d'échange de fichiers sur le net). Ils optimisent au maximum la bande passante en envoi et réception. Ils ne sont pas des concurrents directs d’eMule car ils ne proposent pas une diversité de sources aussi importante. Ils ne misent pas sur la disponibilité temporelle (les œuvres sont accessibles quelques mois au plus) mais sur un débit maximal en flux continu. Ces nouvelles applications sont technologiquement plus avancées (partage de fichiers découpés donc moins lourds et plus rapides à télécharger).
On assiste à une augmentation de la taille de médias disponibles (plusieurs gigaoctets) du fait du flux presque continu entre les pairs du réseau. Les supports pouvant stocker ceux-ci se banalisent également : l'équipement des foyers en lecteurs/graveurs DVD, platines DVD et DivX de salon augmente. Le pair-à-pair ouvre et dynamise de nouveaux marchés : celui des baladeurs MP3, des autoradios MP3 où l’on branche une clé USB et enfin les baladeurs multimédias avec Windows Media Center « embarqué ».

### Arrivée du P2P privé
Les lois et procès apparus dès les années 2000 sur le pair-à-pair et la copie privée n'ont fait qu'accélérer l'évolution technique des systèmes pair-à-pair vers des systèmes revendiquant la sécurité des utilisateurs au travers d'un anonymat. Une nouvelle génération nait alors,  le P2P privé, chiffré et anonyme, baptisé abusivement P3P pour Peer-To-Peer de 3e génération, en corrélation avec l'avènement de la 3G dans la téléphonie mobile. Les réseaux d'ami à ami font partie de cette nouvelle génération.
On trouve[style à revoir] dans cette catégorie StealthNet, ANts, Alliance, Share, WASTE, Freenet, GNUnet, MUTE, Grouper, TribalWeb et bien d'autres programmes. Jusqu'en 2006, ces systèmes étaient peu usités par les adeptes du pair-à-pair, mais leur utilisation augmente, les internautes cherchant de nouveaux moyens de télécharger sans risquer de poursuites.
Cet engouement entraîne une simplification de l'interface de ces logiciels, de plus en plus faciles à utiliser. Leur fonctionnement devient aussi simple qu'avec eMule. De nombreux forums de sites tels que Numerama (ex : Ratiatum) ou Clubic soutiennent cette expansion en promouvant ces logiciels ainsi qu'en apportant un soutien communautaire. Quant aux logiciels autrefois attaqués en justice, ils se reconvertissent dans la vente légale de musique sur Internet (Napster, KaZaA), ce qui leur réussit très mal. Les internautes parviennent à modifier ces versions afin de pouvoir continuer à télécharger, sur des systèmes a priori plus légitimes.
Les labels discographiques les plus importants ont longtemps accusé les fournisseurs d'accès à Internet de pousser à l'utilisation du pair-à-pair à cause de leur course au débit et de publicités qui vantaient les possibilités de téléchargement de musique et vidéos avant même la création d’offres légales en la matière afin d’attirer les clients. Au fil du temps, ces entreprises ont œuvré, procès après procès pour condamner cette activité. Du fait de la pression exercée par ceux-ci, on remarque qu’aucun des systèmes pair-à-pair ne perdure, excepté ceux basés sur des protocoles ouverts.

### Windows 10
Windows 10 emploie une technologie P2P pour distribuer ses mises à jour auprès des ordinateurs du même réseau local, mais aussi (à moins de le désactiver) vers les ordinateurs d'autres utilisateurs via Internet. Ce procédé est également expérimenté temporairement sous Linux dès 2008.

## Considérations générales
Le premier système pair-à-pair apparait en juin 1999. À cette période, Napster permet à des utilisateurs de partager des fichiers musicaux au format mp3, une liste des fichiers disponibles sur le réseau étant mise à disposition grâce à un serveur. Chacun pouvait ainsi rechercher puis récupérer des fichiers. Seule la récupération d'objet était alors décentralisée.
En mars 2000 arrive Gnutella. Premier système pair-à-pair totalement décentralisé, il permettait en effet la recherche et la récupération d'objets sans nécessiter de serveur. Le premier logiciel permettant son utilisation servait aussi au partage de fichier (sans être limité aux fichiers musicaux). Toutefois, la diffusion de ces fichiers était souvent soumise à paiement de taxes (droits d'auteurs en général), qui n'étaient pas payées avec les systèmes pair-à-pair. Les tentatives des sociétés de production et de distribution pour interdire ou détruire ces systèmes pair-à-pair furent un moteur important de l'évolution de ces systèmes. Ces sociétés touchent toutefois déjà la redevance pour copie privé pour ces usages, sur des supports numériques, tels que disques durs, cartes mémoires, CD ou DVD, ou stockage en ligne.

### Précédents historiques
La reproduction et le partage de produits culturels ou informatifs hors circuits commerciaux a existé sous différentes formes avant le pair-à-pair :
- l'enseignement, qui a pour but de faire perdurer le savoir ;
- la répétition de chansons, poèmes, c'est aussi l'origine des légendes ;
- la recopie de manuscrits à des fins de diffusion ;
- la copie de peintures ou de sculptures, pratique nécessaire aux étudiants en art ;
- l'imprimerie, qui a permis, depuis son invention en Chine au IXe siècle, avec son impression en 868 du « Sūtra du Diamant » de diffuser et faire perdurer des textes anciens, qu'ils soient scientifiques ou religieux, elle a été utilisée dès le XIXe siècle en Europe pour faire connaître les œuvres des peintres à un public large ;
- Les partitions de musique qui ont permis à des musiciens de partager leurs créations musicales
- le piano mécanique (et les partitions sous forme de cartes trouées qu'il contient) ;
- les photocopieurs et les livres, partitions, etc. ;
- les magnétophones et enregistrements sonores ;
- les magnétoscopes et enregistrements audiovisuels ;
- les CD-R & DVD-R/DVD+R ;
- les plates-formes de téléchargement (légales ou non).

En France, en 2008 le site web Numerama (spécialisé en P2P et numérique) s'est posé la question « Et si le P2P amorçait une révolution communiste ? ». « Nous le répétons souvent, chercher à lutter contre les réseaux P2P est une lutte vaine. Le téléchargement est là pour rester, et rien ne pourra l'arrêter. » Il y est fait un rapprochement entre le phénomène de partage de fichiers en P2P, et les imprimantes 3D.

### Acteurs
Depuis les années 1990, tout internaute doté d'une connexion avec une bande passante suffisante peut télécharger des médias depuis Internet. Les internautes utilisent généralement le contenu téléchargé pour leur usage personnel (d'où la référence fréquente au droit à la copie privée, dont la définition juridique est néanmoins assez restrictive), d'autres téléchargent à des fins commerciales[réf. nécessaire].
Les principales maisons de productions du disque ou du cinéma (appelées également majors, terme anglais) et les distributeurs n'étaient pas préparés à un accès si facile aux fichiers et aux contenus. La récupération de ces fichiers étant devenue banale, ces sociétés peinent maintenant à faire valoir leurs droits. Les téléchargeurs de fichiers sous droits d'auteurs invoquent le prix trop élevé des produits commercialisés (musiques ou films) et des canaux de distribution trop vieux.
Géographiquement, si les systèmes pair-à-pair sont accessibles partout où Internet est disponible, les utilisateurs viennent majoritairement des pays développés. Les réseaux ont tendance à s'organiser géographiquement, c'est-à-dire que les habitants de chaque pays se regroupent pour échanger des fichiers dans leur langue (pour les films) ou concernant leurs artistes (pour la musique) par exemple.

### Médias téléchargés
Une étude de 2004 sur le système pair-à-pair eDonkey2000 montre qu'en nombre de fichiers échangés, le premier média est la musique, en représentant à peu près la moitié des fichiers disponibles, tandis que les vidéos représentent approximativement 15 %. Le format le plus diffusé est le MP3, d'autres formats propriétaires (WMA, RealMedia, etc.) ou formats libres (Ogg, etc.) étant présents.
En quantité de données échangées, ce sont les fichiers vidéo qui sont les plus importants, représentant deux tiers de l'information accessible, reléguant les fichiers audio à 15 % des données transmises. Les fichiers échangés peuvent aussi être des archives, des logiciels, des images ou des documents.
De manière générale, une corrélation existe entre l'apparition des systèmes de partage de fichiers pair-à-pair et l'apparition de nouveaux formats de fichiers numériques.

## Technique

### Systèmes centralisés
Les systèmes centralisés sont donc les premiers systèmes pair-à-pair à voir le jour, dès juin 1999 avec Napster. Il est suivi d'autres protocoles du même type, comme DirectConnect (qui a évolué en DC++). Le système Napster propose le téléchargement de fichiers musicaux, mais il n'est pas encore formellement pair-à-pair, puisqu'il repose sur l'utilisation d'un serveur stable pour la mise en relation des utilisateurs. Le créateur de Napster est pour cela rapidement attaqué en justice par de grands distributeurs de musique comme EMI-Time-Warner.
Napster est un système de partage de fichiers où les objets partagés (des fichiers), sont gérés par 50 à 150 serveurs index virtuellement regroupés en un seul méta-serveur routant les nouveaux nœuds vers un des serveurs de ce méta-serveur.
Les serveurs contiennent les titres de fichiers hébergés par le réseau et l'adresse des nœuds qui les mettent à disposition. Ils peuvent aussi jouer le rôle de censeurs : par exemple, dans Napster, seul était autorisé le partage de fichiers audio de format mp3. Pour affirmer cela, les analyses du protocole de Napster sont basées sur la rétro-ingénierie, le protocole Napster n'ayant pas été officiellement diffusé.
Ces analyses permettent la création de logiciels client-serveur libres, comme Lopster, Xnap ou Teknap, mais aussi de non libres tels que WinMX. Divers serveurs libres ont également vu le jour comme OpenNap et OpenNap-ng. Ces derniers permettaient de choisir les fichiers partagés, ôtant ainsi la limitation aux fichiers mp3.
Dans Napster, lorsqu'un nœud recherche un objet (un fichier), il envoie au serveur une requête sous forme d'une chaîne de caractères afin de trouver tous les fichiers dont le titre contient cette chaîne. Le serveur répond alors par une liste de nœuds hébergeant l'un de ces fichiers. La recherche peut être limitée au serveur auquel est connecté le nœud demandeur, ou être lancée sur tous les serveurs à la fois. L'échange du fichier s'effectue ensuite directement entre le pair qui héberge le fichier et le pair qui le demande. Seule l'étape du transfert de fichier diffère du modèle client-serveur. L'architecture de ce type de système permet ainsi de partager les mêmes fichiers sur des nœuds différents.
Ce type de systèmes ne permet pas un bon équilibre de charge, car l'évolution du nombre de serveurs supporte difficilement celle du nombre d'utilisateurs, augmentant bien plus rapidement. Ce qui rend difficile l'acceptation de nouveaux utilisateurs au-delà d'une certaine limite. Par ailleurs, cette centralisation créé un maillon faible qui rend ces types de systèmes particulièrement sensibles à des attaques de type déni de service, qui peuvent aller jusqu'à rendre le système inutilisable.
Cette centralisation fut le talon d'Achille de Napster : il aura suffi d'attaquer juridiquement le propriétaire des quelques serveurs pour entraîner la destruction de tout le système. La protection contre la censure et la défense de l'anonymat des utilisateurs ne pouvaient être assurées correctement par des systèmes centralisés puisqu'il suffit de contrôler le serveur pour censurer les nœuds, ou de les identifier pour obtenir toutes les informations relatives à leurs activités sur le réseau.
Toutefois, la centralisation permet d'assurer une exhaustivité des réponses, c'est-à-dire que si une réponse existe, elle sera trouvée car chaque serveur connaît tout le réseau. Elle permet également d'assurer une authentification des fichiers partagés de manière simple. L'existence d'un serveur permet aussi de contourner la difficulté posée par les pare-feux, mais le coût pour chaque serveur est tel que cette solution fut abandonnée dans la plupart des systèmes centralisés.

### Systèmes semi-décentralisés
À la suite des systèmes centralisés sont apparus des systèmes créés pour rendre les recherches d'objets plus efficaces. En effet, si les systèmes hybrides permettent de décentraliser la recherche et la récupération d'objets, ils peinent à rendre des résultats lorsque le nombre d'utilisateurs augmente. En effet, dans ces systèmes, la méthode de recherche est basée sur une inondation bornée, c'est-à-dire un envoi systématique de la recherche à tous les utilisateurs connectés à distance inférieure à une borne fixée. Au fur et à mesure que le nombre de nœuds du réseau augmente, ainsi que le nombre d'objets dans le réseau, l'inondation bornée touche proportionnellement de moins en moins de nœuds du réseau et donc de moins en moins d'objets du réseau. Cela diminue la probabilité de trouver une réponse. La solution consistant à augmenter la borne de l'inondation n'est pas satisfaisante car elle augmente la charge du réseau de manière exponentielle. Or la philosophie d'un système pair-à-pair repose a priori sur une augmentation des performances et de l'efficacité au fur et à mesure qu'augmente le nombre de nœuds participants, donc le nombre d'objets.
C'est pourquoi des systèmes basés sur des interconnexions de serveurs stables, comme eDonkey en juin 2000, Kazaa en 2001, ou eMule en mai 2002 (utilisant initialement le protocole eDonkey), sont conçus pour améliorer les résultats de recherche.
Chaque nœud non serveur, appelé feuille, est connecté à un serveur. Ces serveurs sont stables, et gèrent un très grand nombre de nœuds (jusqu'à un million de nœuds  pour eMule par exemple). Ils n'ont pas besoin de communiquer entre eux, et ne partagent aucun fichier. Les objets partagés par une feuille sont enregistrés sur le serveur responsable de cette feuille. Lorsqu'une feuille recherche un objet, elle envoie sa requête à son serveur. Celui-ci effectue alors la recherche parmi les objets des nœuds qui lui sont connectés. Le rôle de l'interconnexion peut varier selon les protocoles. Il n'a pas vocation à servir pour diffuser des requêtes, mais a plutôt un rôle de calcul de statistiques, ou de maintien de la liste des serveurs en fonctionnement par exemple. Ce système perd en décentralisation ce qu'il gagne en finesse et en nombre de résultats. En effet, la centralisation permet de bénéficier de recherches plus fines sur des serveurs regroupant un grand nombre de nœuds donc de fichiers. Plusieurs dizaines de serveurs permettent d'assurer une continuité dans le service.

#### Kazaa
Fut un logiciel de P2P basé sur le réseau FastTrack, de même que les clients iMesh et Grokster. Ce logiciel fut le premier à offrir une décentralisation de serveur : Les fichiers partagés sont stockés dans un dossier spécialisé, ce dossier étant sur l’ordinateur de chaque utilisateur. Le principe de fonctionnement est grossièrement semblable à eMule et à son protocole Kademlia.
Sans serveur central, l’indexation des contenus partagés de tous les utilisateurs devient difficile. FastTrack aura pour cela recours à l’utilisation des superpeers, une fonction du réseau permettant cette indexation au prix d’une grande quantité de ressources et de bande passante afin de maintenir à jour la base de données des fichiers potentiellement téléchargeables.
Kazaa n'est quasiment plus utilisé en 2007 du fait de son caractère non libre : Divers procès de la part des maisons de disques et de la RIAA pour violation de Copyright affaibliront Sharman Networks, procès contre lesquels Sharmans Networks obtiendra gain de cause, Niklas Zennström (fondateur de Kazaa, et également développeur de Skype et The Venice Project) ayant été dédouané des utilisations illicites effectuées sur un logiciel licite.
Néanmoins, afin d'imposer une surveillance de ces activités, Niklas Zennström fut contraint d’ajouter divers spywares à Kazaa, ce qui signera la fin de la réputation de ce logiciel, même si une version sans spywares existe : Kazaa Lite.

#### eMule
eDonkey2000 est un logiciel client-serveur permettant le partage de fichiers. Il a donné son nom au protocole qui utilise des serveurs reliés entre eux, afin que chacun sache quel serveur est en fonctionnement. Ce protocole est aussi à la base des logiciels client-serveur eMule (qui a proposé des extensions au protocole), eMule+, et MLDonkey. Les nœuds se connectent à un seul serveur (bien que rien n'interdise de se connecter à plusieurs comme l'a proposé MLDonkey). Les nœuds peuvent effectuer des recherches sur leur serveur mais aussi à l'ensemble des serveurs connus, afin de maximiser leurs chances de trouver un fichier satisfaisant. La distribution du logiciel client-serveur à l'origine du protocole eDonkey cesse en septembre 2005 à la suite d'attaques judiciaires.
Chaque nœud se voit attribuer un identifiant unique. S'il n'est pas connecté à travers un pare-feu, un nœud se voit attribuer un identifiant dépendant directement de son adresse physique (adresse IP). Lorsqu'un nœud lance une requête de recherche, il obtient des réponses contenant chacune des informations sur le fichier trouvé et l'identifiant du nœud qui héberge la donnée. S'il souhaite télécharger cette donnée, il peut soit calculer l'adresse physique de la source à partir de son identifiant, et cela signifie que la source est accessible directement, soit le calcul de l'adresse physique est impossible. Dans le second cas, c'est que la source n'est pas accessible directement (cela arrive quand le port de l'application TCP 4662) n'est pas utilisable. Cela peut être dû au fait que la source est connectée au système pair-à-pair via un pare-feu, un proxy, une traduction d'adresse (NAT), ou qu'elle est occupée. Le protocole permet alors l'envoi d'une requête au serveur auquel est connectée la source afin qu'elle se connecte elle-même au demandeur. Le problème d'un nœud derrière un pare-feu cherchant à communiquer avec un autre nœud lui aussi derrière un pare-feu persiste et n'est pas résolu par cette méthode. De toute façon, cette fonctionnalité augmente beaucoup trop la charge du serveur et a été désactivée de la plupart des serveurs.
Le téléchargement multi-source est aussi permis par eDonkey. L'extension eMule permet que, lorsqu'une source est trouvée, et dans le cas où le fichier est en cours de récupération, la source qui héberge la donnée fournit les autres sources qu'elle connaît afin d'accélérer la récupération de la donnée à partir de plusieurs sources. Afin de décourager les nœuds égoïstes, eMule met en place une extension permettant un système de crédits, utilisant l'algorithme de cryptographie à clé publique RSA. Ce système permet aux nœuds qui attendent de télécharger un fichier d'avancer plus vite dans la file d'attente des nœuds fournisseurs auxquels il a lui-même fourni des fichiers, et donc de récupérer le fichier demandé plus rapidement. Il s'agit donc d'un système de récompense « local ». Ce système de crédit est basé sur un « identifiant d'utilisateur » de 16 bits (différent de l'identifiant du nœud) qui est engendré aléatoirement, et dépendant de la machine associée au nœud. Cet identifiant reste donc le même au cours des différentes connexions du nœud au réseau.
eDonkey utilise des hachages de contenu de fichiers pour les différencier de manière sûre. Il décompose les fichiers en blocs récupérables indépendamment, ce qui permet d'accélérer la récupération des fichiers en parallélisant les téléchargements. Ces blocs sont identifiés au moyen de la fonction de hachage SHA1, ce qui limite la probabilité d'avoir une collision entre deux hachages. Cette fonction se révèle bien plus efficace que la fonction UUHash utilisée par FastTrack. eDonkey identifie aussi chaque fichier dans son intégralité par la concaténation de hachages (utilisant la fonction MD4). Dans les protocoles eDonkey et eMule, il n'est pas possible d'attribuer plus de responsabilités à un nœud ayant des capacités supérieures aux autres.
De plus, deux limites au nombre d'utilisateurs existent : une limite matérielle interdit toute nouvelle connexion lorsque le nombre d'utilisateurs maximum permis est atteint ; et une limite logicielle interdit toute nouvelle arrivée de nœud connecté derrière un pare-feu (nœud protégé) au-delà de cette borne.
Depuis 2004, certains serveurs eDonkey censurent les requêtes lorsqu'elles concernent certains mots-clés (sex, xxx, etc.) et interdisent le partage de données lorsqu'elles sont de certains types (mp3, vidéos, etc.). Cela rappelle encore une fois l'une des faiblesses des systèmes centralisés, la sensibilité à la censure.
Toutefois, afin de diminuer l'un des autres problèmes posés par la centralisation et limiter la charge des serveurs, eDonkey intègre à son logiciel client-serveur l'utilisation d'une table de hachage répartie baptisée Overnet, et basée sur Kademlia. Le logiciel client-serveur devient à cette occasion eDonkey2000. eMule intègre aussi cette table de hachage répartie sous le nom de Kademlia. L'administration du réseau eDonkey2000 et la propriété du logiciel client-serveur associé par la société MetaMachine mettent fin à l'utilisation de ce protocole en septembre 2005, à la suite d'attaques judiciaires. Le protocole eMule, ne dépendant d'aucune entreprise, continue toutefois de fonctionner.
Ce type de systèmes repose sur une certaine centralisation puisqu'il nécessite un certain nombre de serveurs supportant toute la charge du réseau. Si un serveur se déconnecte, tous ses utilisateurs doivent se reconnecter à un autre serveur. Les serveurs, et donc les nœuds qui y sont connectés, présentent donc l'inconvénient d'être à la merci d'une attaque ou d'une surcharge. Du fait de la centralisation, certains serveurs espions ont été lancés afin d'espionner les utilisateurs.
En effet, plusieurs sociétés et associations se sont spécialisées dans la lutte contre l'utilisation des systèmes pair-à-pair (telles que MediaDefender (en), une société mise à mal en 2007, par une attaque de hackers suédois baptisés MediaDefender-Defenders, puis attaquée en justice par The Pirate Bay). Celles-ci peuvent très facilement identifier l'adresse physique d'un utilisateur en se connectant à un système pair-à-pair semi-décentralisé. Ces organismes peuvent même faire fonctionner des serveurs afin de savoir ce qui est partagé par les utilisateurs connectés à ces serveurs.
L'identification des nœuds eMule étant basée sur l'adresse physique, il est possible de connaître l'adresse physique d'un nœud à partir de son identifiant. eMule ne garantit donc aucunement l'anonymat de ses utilisateurs. Puisque chaque résultat de recherche pour un objet est accompagné des identifiants des sources, il suffit d'effectuer une recherche sur un objet pour obtenir des adresses physiques d'utilisateurs de systèmes pair-à-pair hébergeant cet objet. Les systèmes semi-décentralisés sont donc peu apte à la protection des utilisateurs.
De plus, la recherche est par défaut non exhaustive puisqu'elle n'est pas effectuée sur tous les serveurs. Dans les cas où la recherche est effectuée sur tous les serveurs, la réponse contiendra les adresses de nœuds qui ont été envoyés comme réponse il y plus d'une minute. Néanmoins, si la centralisation permet l'exhaustivité, les nœuds hébergeant des objets populaires reçoivent beaucoup de demandes.

### Anonymat et chiffrage
Dans l'article ci-dessus, seuls sont présentés les logiciels fournissant un anonymat extérieur et entre les utilisateurs, car certains logiciels tels que AllPeers (en), Hamachi, Hybrid Share, OnShare, GigaTribe (anciennement TribalWeb), permettent le chiffrement mais ne permettent pas l'anonymat des échanges entre les utilisateurs.
RetroShare est une solution intermédiaire : d'origine (mode F2F : ami à ami) il chiffre seulement les échanges entre amis, mais il permet aussi l'accès aux fichiers des amis de ses amis de façon anonyme (en mode dit P2P). Syncthing chiffre (TLS), lui, tous ses flux, et les serveurs de découverte et relais (optionnels) ne voient que les IP source et destination. Ils ne stockent pas les données. Les nœuds sont identifiés par une fonction de hachage de leur certificat x509 auto-généré (ou fourni par une autorité de certification externe).

## Aspects juridiques
Les logiciels de téléchargement pair-à-pair suscitent une vive polémique. En effet, selon les sociétés de droits d'auteur, les systèmes pair-à-pair servent presque exclusivement[réf. nécessaire] au téléchargement de contenu protégé par des droits d'auteur (copyright), c'est-à-dire à la reproduction et partage de produits culturels sans accord des ayants droit.
Néanmoins, les systèmes pair-à-pair sont très utilisés pour diffuser du contenu légal, notamment sous licence libre (comme le fait par exemple le site Jamendo), ou dont le droit de propriété a expiré. Il est en effet très coûteux de disposer d'infrastructures (hébergement et bande passante) permettant la diffusion de fichiers. Le pair-à-pair permet par exemple de distribuer légalement des distributions Linux, qui peut offrir des débits très importants. Le système est même utilisé par certains logiciels pour la diffusion des mises à jour : le jeu World of Warcraft recourt ainsi au protocole BitTorrent, bien qu'il soit édité par Vivendi Universal, l'une des plus grosses entreprises de l'industrie du disque, qui lutte contre le P2P[réf. nécessaire].

## Logiciels

### Sans dispositif de chiffrement des échanges de données
Les réseaux P2P listés ci-dessous disposent de plusieurs logiciels compatibles capables de fonctionner dessus. Ils ne possèdent pas de fonctionnalités de contre-mesure destinées à masquer l'activité des pairs (en langage courant : « qui recherche quoi ? »). Ils ne permettent pas d'empêcher techniquement de découvrir les fichiers mis à disposition par les utilisateurs (« qui partage quoi ? »). Ils ne permettent pas non plus d'empêcher techniquement (ex : chiffrement) de « voir » le contenu des transmissions de données entre les pairs (« qui télécharge quoi ? »).
Le réseau FastTrack fait partie de ce type de logiciels. Le protocole BitTorrent (liste de clients) est utilisé par de nombreux logiciels clients pour partager des fichiers. De son côté, le réseau Gnutella a du succès au début des années 2000 puis son usage diminue fortement du fait de la répression contre les infractions du droit d'auteur. En 2013, le réseau Napster ne fonctionne plus, et son successeur OpenNap non plus. Certains des clients qui permettaient d'accéder à ce réseau étaient mlmac, Poisoned (en), et lopster.
Il existe certains[Lesquels ?] clients eDonkey2000 qui permettaient d'accéder au réseau eDonkey2000.
Un réseau pair-à-pair, appelé MP2P, est créé par le programmeur espagnol Pablo Soto. Certains des clients permettant d’accéder à ce réseau sont Piolet et Blubster[source secondaire nécessaire]. Il existe aussi de nombreux logiciels clients capables d’accéder au réseau Direct Connect.
Certains des clients permettant d’accéder au réseau Ares Galaxy sont : Ares (Galaxy ou Lite) et FileCroc.
PeerTube est un logiciel libre permettant le partage de vidéo en pair-à-pair et la formation de fédération d'instances. Une instance PeerTube apparait comme un site de partage de vidéo qui utilise PeerTube. PeerTube permet aux instances de se réunir dans des fédérations et de partager ainsi les vidéos entre elles. L'ensemble de toutes les instances PeerTube et fédérations PeerTube est parfois appelé PeerTube.

### Avec dispositif de chiffrement des échanges de données
- Fopnu[14] (lancé en 2017) : logiciel client pour Windows, Linux. Par le concepteur de WinMX.
- Infinit (2013-2017).
- Tudzu[15] (2012-2016) : sauvegarde entre amis. Logiciel client pour Windows et Linux.

### Autres logiciels
Les logiciels destinés au partage de fichiers en pair-à-pair incluent : AllPeers (en) (extension BitTorrent pour Firefox, abandonnée), Carracho,, (1999-2005), DexterWire (variante de LimeWire), Groove, Hotline (précédemment nommé Hotwire) et KDX (successeur à Hotline), MojoNation (Mnet), Soulseek, et WinMX.
Les logiciels destinés à la fonction de messagerie instantanée (tchat) et fonctionnant en P2P incluent :  Pichat, Wambo (messagerie), et Tox (messagerie). Un logiciel destiné à un usage très inhabituel[Lequel ?] est GPU : a Global Processing Unit (client Gnutella permettant de partager des ressources CPU). Divers protocoles de communication P2P comprennent : CAN, JXTA, JXMobile, Kademlia, et Tox. Les procédés de tables de hachage distribuées (DHT en anglais) comprennent :  Chord, Pastry, FreePastry, Symphony, et Tapestry.
Non triés :
- Alpine network (« A peer based Open Source application and network infrastructure designed for decentralized information location/discovery »[23]) ;
- BWA : Business Workflow Analysis (en) (aussi connu sous le nom Business management systems p2p) ;
- Evernet (2000-2002)[24],[25] ;
- KoffeePhoto (partage de photos[26]) ;
- Peer-to-peer SIP ;
- PixVillage (partage de photos[27], 2004-2008[28]) ;
- Scribe (projet de « scalable group communication system »[29] 2001-2003) ;
- Swarmcast (TV, vidéo).